# 1989년 텔레비전 애니메이션 목록
다음은 1989년에 방송된 텔레비전 애니메이션이다.

## 대한민국
| 제목                   | 화수 | 방송 기간                         | 채널 | 비고           |
| ---------------------- | ---- | --------------------------------- | ---- | -------------- |
| 도단이                 | 1    | 1989년 1월 1일                    | MBC  |                |
| 천방지축 하니          | 13   | 1989년 7월 7일 ~ 9월 29일         | KBS2 |                |
| 머털도사               | 1    | 1989년 9월 25일                   | MBC  |                |
| 2020년 우주의 원더키디 | 13   | 1989년 10월 6일 ~ 12월 29일       | KBS2 |                |
| 달타냥의 모험          | 52   | 1989년 11월 27일 ~ 1990년 7월 2일 | KBS2 | 한국·일본 합작 |

## 일본
| 제목                                 | 화수 | 방송 기간 | 채널       | 비고 |
| ------------------------------------ | ---- | --------- | ---------- | ---- |
| 도련님                               |      | 1989년    | 아사히TV   |      |
| 피터 팬의 모험                       |      | 1989년    | 후지TV     |      |
| 만화 처음 재미있는 학원              |      | 1989년    | TBS        |      |
| 수신 라이거                          |      | 1989년    | 나고야TV   |      |
| 싸워라! 초로봇생명체 트랜스포머V     |      | 1989년    | 니혼TV     |      |
| 루팡3세 바이바이 리버티 위기일발!    |      | 1989년    | 니혼TV     |      |
| 미라클 자이언트 토모군               |      | 1989년    | 니혼TV     |      |
| 아이돌 전설 에리코                   |      | 1989년    | 세토우치TV |      |
| 작은 오리의 큰 꿈 이야기 오리 크와쿠 |      | 1989년    | 도쿄TV     |      |
| 천공전기 슈라토                      |      | 1989년    | 도쿄TV     |      |
| 푸른 망아지 브링크                   |      | 1989년    | NHK        |      |
| 마동왕 그랑조드                      |      | 1989년    | 니혼TV     |      |
| 신 빅쿠리맨                          |      | 1989년    | 아사히TV   |      |
| 비리켄 무엇이든 상회                 |      | 1989년    | 아사히TV   |      |
| 란마 1/2                             |      | 1989년    | 후지TV     |      |
| 악마군                               |      | 1989년    | 아사히TV   |      |
| GO! 레스라군단                       |      | 1989년    | 도쿄TV     |      |
| 드래곤볼Z                            |      | 1989년    | 후지TV     |      |
| 해치의 모험                          |      | 1989년    | 니혼TV     |      |
| 데즈카 오사무 이야기 나는 손오공     |      | 1989년    | 니혼TV     |      |
| 파라솔 헨베                          |      | 1989년    | NHK        |      |
| 모모타로 전설                        |      | 1989년    | 도쿄TV     |      |
| 달려라 부메랑                        |      | 1989년    | 도쿄TV     |      |
| 정글북 소년 모글리                   |      | 1989년    | 도쿄TV     |      |
| 요술공주 샐리                        |      | 1989년    | 아사히TV   |      |
| 정글 대제                            |      | 1989년    | 도쿄TV     |      |
| 시튼 동물기                          |      | 1989년    | 니혼TV     |      |
| 시티헌터3                            |      | 1989년    | 요미우리TV |      |
| 야와라!                              |      | 1989년    | 요미우리TV |      |
| 개구쟁이 데카                        |      | 1989년    | 후지TV     |      |
| 카리아게군                           |      | 1989년    | 후지TV     |      |
| 매지컬 하트                          |      | 1989년    | 후지TV     |      |
| 웃는 세일즈맨                        |      | 1989년    | TBS        |      |
| 시간여행 돈데크만!                   |      | 1989년    | 후지TV     |      |
| 란마 1/2 열투편                      |      | 1989년    | 후지TV     |      |
| 친푸이                               |      | 1989년    | 아사히TV   |      |
| 드래곤 퀘스트                        |      | 1989년    | 후지TV     |      |

## 참고 문헌
- 야마구치 야스오 (2005). 《일본 애니메이션 역사》. 미술문화. 237-238쪽.